# Batonik twarogowy

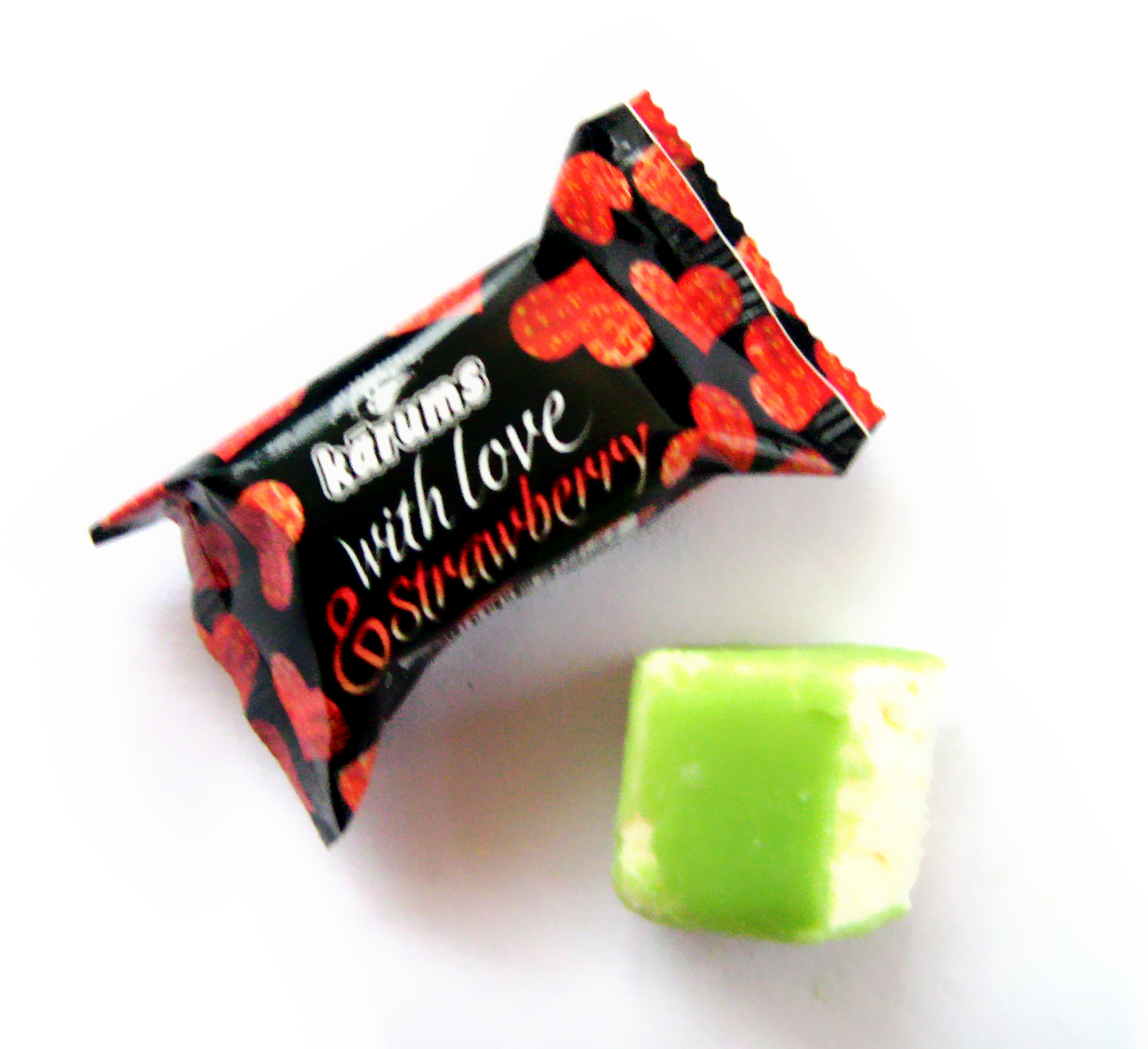
Batonik twarogowy o smaku truskawkowym

Batonik twarogowy (est. kohuke, łot. biezpiena sieriņš, lit. varškės sūrelis, ros. творожный сырок, tworożnyj syrok, ukr. сиро́к, syrok) – przekąska serowa, rodzaj czekoladowego sernika waniliowego w czekoladzie, popularna przede wszystkim we wszystkich krajach bałtyckich, głównie w kuchni estońskiej, ale znana również w innych częściach byłego Związku Sowieckiego oraz eksportowana do krajów europejskich.

## Forma
Batonik twarogowy ma postać batona o długości około 5 cm wykonanego ze sprasowanego, słodzonego twarogu, często wypełnionego dodatkami, np. dżemem lub rodzynkami, polanego czekoladą lub inną polewą smakową. Najczęściej spotykane smaki to waniliowy, czekoladowy, karmelowy, czy jagodowy a dodatki to owoce, wiórki kokosowe, mak, czy kawałki czekolady.

## Dystrybucja
Przekąska może być wyrabiana w warunkach domowych, jednak najczęściej jest kupowana gotowa, jako wyrób przemysłowy i powszechnie dostępna w sklepach spożywczych na półkach z produktami mlecznymi (wymaga chłodzenia). Podawana jest m.in. dzieciom na śniadanie. Jej początki sięgają czasów sowieckich, jednak w latach 50. XX wieku na dłuższy czas zniknęły z handlu z uwagi na problemy żywnościowe wygenerowane przez gospodarkę komunistyczną. Z uwagi na zawartość twarogu baton ten jest bogaty w białko.